# Multiplicación escalar

La multiplicación escalar de un vector por un factor de 3 alarga el vector.

Las multiplicaciones escalares −a y 2a de un vector a

En matemáticas, la multiplicación escalar es una de las operaciones básicas que definen un espacio vectorial en álgebra lineal (o más generalmente, un módulo de álgebra abstracta). En contextos geométricos comunes, la multiplicación escalar de un vector euclidiano real por un número real positivo multiplica la magnitud del vector, sin cambiar su dirección. El término "escalar" en sí mismo se deriva de este uso: un escalar es lo que escala vectores. La multiplicación escalar es la multiplicación de un vector por un escalar (donde el producto es un vector), y debe distinguirse del producto interno de dos vectores (donde el producto es un escalar).

## Definición
En general, si K es un campo y V es un espacio vectorial sobre K, entonces la multiplicación escalar es una función de K × V a V.
El resultado de aplicar esta función a k en K y v en V se denota kv.

### Propiedades
La multiplicación escalar obedece a las siguientes reglas (vector en negrita):
- Aditividad en el escalar: (c + d)v = cv + dv;
- Aditividad en el vector: c(v + w) = cv + cw;
- Compatibilidad del producto de escalares con multiplicación escalar: (cd)v = c(dv);
- Compatibilidad del producto de escalares con multiplicación escalar: 1v = v;
- Multiplicar por 0 da el vector cero: 0v = 0;
- Multiplicar por −1 da el inverso aditivo: (−1)v = −v.

Aquí, + es la suma en el campo o en el espacio vectorial, según corresponda; y 0 es la identidad aditiva en cualquiera. La yuxtaposición indica una multiplicación escalar o la operación de multiplicación en el campo.

## Interpretación
La multiplicación escalar puede verse como una operación binaria externa o como una acción del campo en el espacio vectorial. Una interpretación geométrica de la multiplicación escalar es que estira, o contrae, los vectores por un factor constante. Como resultado, produce un vector en la misma dirección u opuesta al vector original pero de diferente longitud.
Como caso especial, V puede tomarse como el propio K y la multiplicación escalar puede entonces tomarse como simplemente la multiplicación en el campo.
Cuando V es Kn, la multiplicación escalar es equivalente a la multiplicación de cada componente con el escalar, y puede definirse como tal.
La misma idea se aplica si K es un anillo conmutativo y V es un módulo sobre K.
K puede incluso ser un anillo, pero entonces no hay inverso aditivo. 
Si K no es conmutativa, se pueden definir las distintas operaciones de multiplicación escalar izquierda cv y multiplicación escalar derecha vc.

## Multiplicación escalar de matrices
La multiplicación escalar izquierda de una matriz A con un escalar λ da otra matriz del mismo tamaño que A. Se denota por λA, cuyas entradas de λA están definidas por
{\displaystyle (\lambda \mathbf {A} )_{ij}=\lambda \left(\mathbf {A} \right)_{ij}\,,}
explícitamente:
{\displaystyle \lambda \mathbf {A} =\lambda {\begin{pmatrix}A_{11}&A_{12}&\cdots &A_{1m}\\A_{21}&A_{22}&\cdots &A_{2m}\\\vdots &\vdots &\ddots &\vdots \\A_{n1}&A_{n2}&\cdots &A_{nm}\\\end{pmatrix}}={\begin{pmatrix}\lambda A_{11}&\lambda A_{12}&\cdots &\lambda A_{1m}\\\lambda A_{21}&\lambda A_{22}&\cdots &\lambda A_{2m}\\\vdots &\vdots &\ddots &\vdots \\\lambda A_{n1}&\lambda A_{n2}&\cdots &\lambda A_{nm}\\\end{pmatrix}}\,.}
De manera similar, la multiplicación escalar derecha de una matriz A con un escalar λ se define como
{\displaystyle (\mathbf {A} \lambda )_{ij}=\left(\mathbf {A} \right)_{ij}\lambda \,,}
explícitamente:
{\displaystyle \mathbf {A} \lambda ={\begin{pmatrix}A_{11}&A_{12}&\cdots &A_{1m}\\A_{21}&A_{22}&\cdots &A_{2m}\\\vdots &\vdots &\ddots &\vdots \\A_{n1}&A_{n2}&\cdots &A_{nm}\\\end{pmatrix}}\lambda ={\begin{pmatrix}A_{11}\lambda &A_{12}\lambda &\cdots &A_{1m}\lambda \\A_{21}\lambda &A_{22}\lambda &\cdots &A_{2m}\lambda \\\vdots &\vdots &\ddots &\vdots \\A_{n1}\lambda &A_{n2}\lambda &\cdots &A_{nm}\lambda \\\end{pmatrix}}\,.}
Cuando el anillo subyacente es conmutativo, por ejemplo, el campo numérico real o complejo, estas dos multiplicaciones son iguales y simplemente se denominan multiplicación escalar. Sin embargo, para las matrices sobre un anillo más general que no son conmutativas, como los cuaterniones, pueden no ser iguales.
Para un escalar y una matriz reales:
{\displaystyle \lambda =2,\quad \mathbf {A} ={\begin{pmatrix}a&b\\c&d\\\end{pmatrix}}}
{\displaystyle 2\mathbf {A} =2{\begin{pmatrix}a&b\\c&d\\\end{pmatrix}}={\begin{pmatrix}2\!\cdot \!a&2\!\cdot \!b\\2\!\cdot \!c&2\!\cdot \!d\\\end{pmatrix}}={\begin{pmatrix}a\!\cdot \!2&b\!\cdot \!2\\c\!\cdot \!2&d\!\cdot \!2\\\end{pmatrix}}={\begin{pmatrix}a&b\\c&d\\\end{pmatrix}}2=\mathbf {A} 2.}
Para matrices y escalares de cuaterniones:
{\displaystyle \lambda =i,\quad \mathbf {A} ={\begin{pmatrix}i&0\\0&j\\\end{pmatrix}}}
{\displaystyle i{\begin{pmatrix}i&0\\0&j\\\end{pmatrix}}={\begin{pmatrix}i^{2}&0\\0&ij\\\end{pmatrix}}={\begin{pmatrix}-1&0\\0&k\\\end{pmatrix}}\neq {\begin{pmatrix}-1&0\\0&-k\\\end{pmatrix}}={\begin{pmatrix}i^{2}&0\\0&ji\\\end{pmatrix}}={\begin{pmatrix}i&0\\0&j\\\end{pmatrix}}i\,,}
donde i, j, k son las unidades de cuaterniones. La no conmutatividad de la multiplicación de cuaterniones evita la transición de cambiar ij = +k to ji = −k.